# Lorena Wiebes
Lorena Wiebes (født 17. marts 1999 i Mijdrecht) er en professionel cykelrytter fra Holland, der er på kontrakt hos SD Worx-Protime.

## Karriere
I 2018 gik Lorena Wiebes fra junior til seniorniveau, da hun blev professionel cykelrytter hos hollandske Parkhotel Valkenburg. I 2019 vandt hun 15 sejre, og blev blandt andet hollandsk mester i linjeløb. Hun sluttede sæsonen af med at være nummer et på UCIs verdensrangliste.
I slutningen af 2019 ønskede Wiebes at komme ud af kontrakten med Parkhotel, til trods for at den var gældende til og med 2021. Rytteren ønskede at skifte til et hold på højere niveau, men det endte i en strid med holdet. Der blev indgået et forlig, hvor hun blev på holdet til udgangen af maj 2020, uden at have kontakt med holdets ledelse. 1. juni 2020 skrev Lorena Wiebes kontrakt indtil 2024 med World Tour-holdet Team Sunweb.